# Conseil de Walla Walla

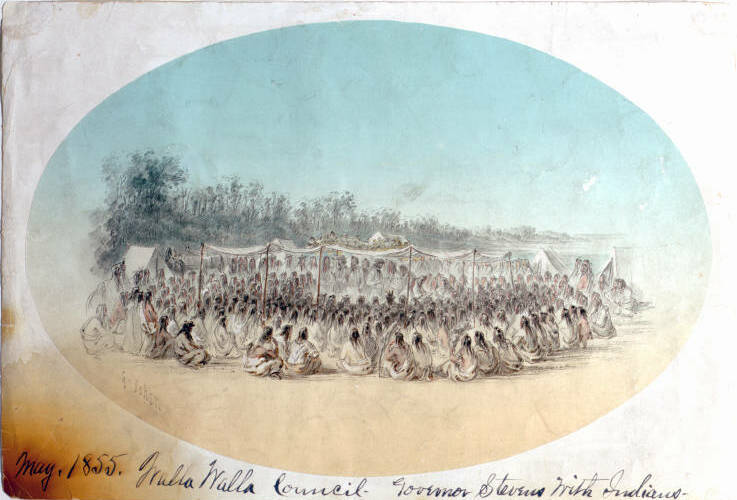
Le conseil de Walla Walla.

Le conseil de Walla Walla de 1855 est une rencontre entre les États-Unis et les Cayuses, Umatillas, Walla Walla, Nez-Percés, Palouses et Yakamas. Ce conseil s'est tenu entre mai et juin 1855 dans la vallée de la Walla Walla. Les négociations menées par Isaac Stevens, gouverneur du Territoire de Washington, et Joel Palmer, surintendant des affaires indiennes, ont abouti à la signature de traités établissant les réserves des Yakamas, Nez-Percés et Umatillas.